# Сытинка (Ульяновская область)

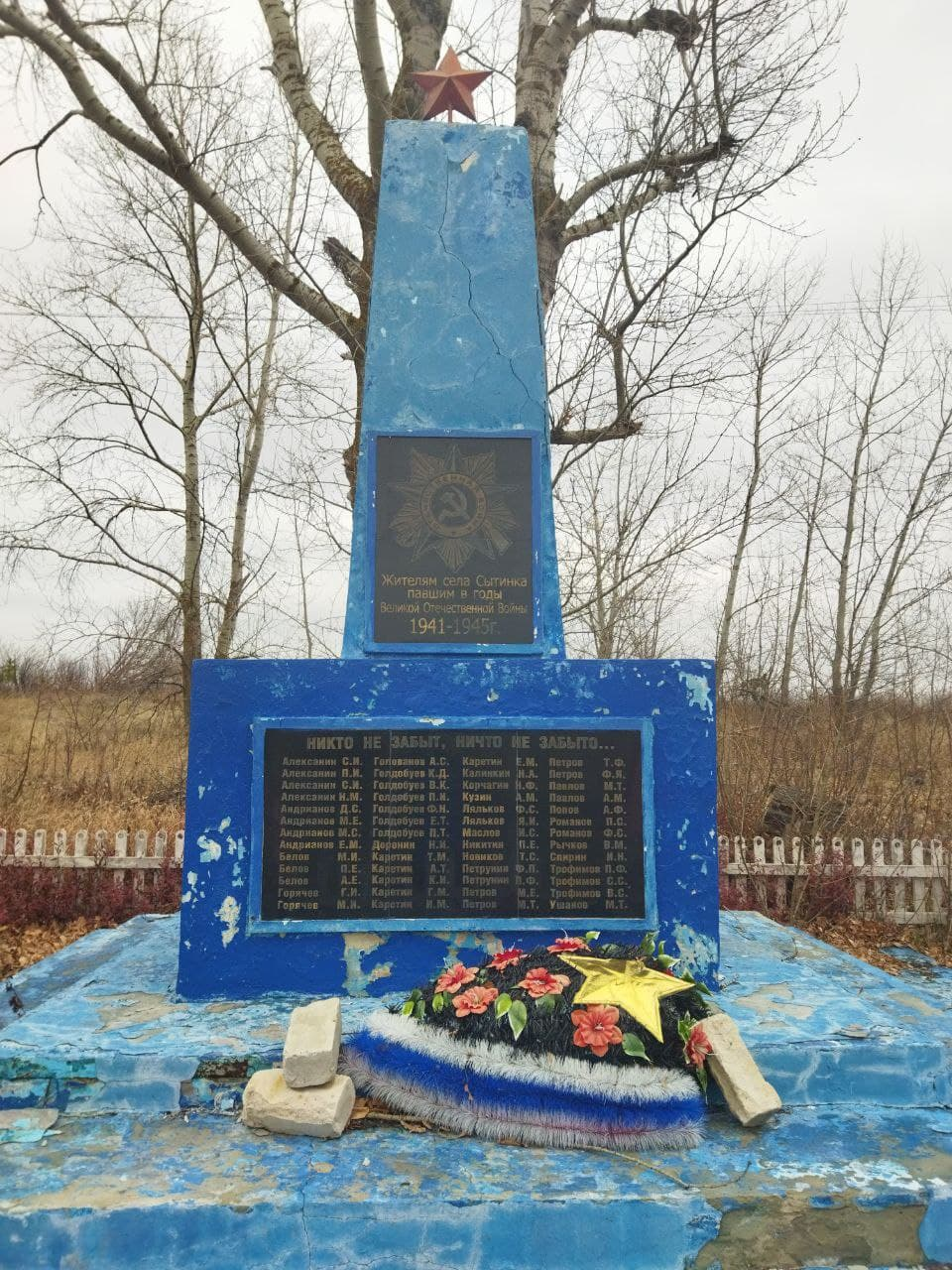
Памятник

Сытинка — деревня Павловском районе Ульяновской области. Входит в состав Баклушинского сельского поселения.

## География
Находится на расстоянии примерно 22 километров по прямой на запад-юго-запад от районного центра поселка Павловка.

## Население
Население составляло 35 человек в 2002 году (русские 97 %), 11 по переписи 2010 года.
На 08.11.2021 года в деревне никто не проживает.